# Microthyris
Microthyris es un género de polillas perteneciente a la familia Crambidae descrito por Julius Lederer en 1863.

## Especies
Este género contiene las siguientes especies:
- Microthyris alvinalis (Guenée, 1854)
- Microthyris anormalis (Guenée, 1854)
- Microthyris asadias (Druce, 1899)
- Microthyris lelex (Cramer, 1777)
- Microthyris microthyralis (Snellen, 1899)
- Microthyris miscellalis (Möschler, 1890)
- Microthyris prolongalis (Guenée, 1854)